# Diébougou
Diébougou es una ciudad de la provincia de Bougouriba, en la región Suroeste, Burkina Faso. A 9 de diciembre de 2006 tenía una población censada de 17 937 habitantes.
Se encuentra ubicada al suroeste de la capital del país, Uagadugú, y cerca de la frontera con Costa de Marfil y Ghana.